# Juncus acutus
Il giunco spinoso (Juncus acutus L.) è una pianta della famiglia delle Giuncacee.

## Descrizione
È una pianta cespugliosa perenne di colore verde scuro che forma cespugli alti fino a 1,5-2,0 m.
Le foglie ed il fusto sono di forma cilindrica e pungenti, caratteristica che ha dato il nome a questa specie.
L'infiorescenza è composta da fiori bruni o rossicci, di piccole dimensioni.
Il frutto è una capsula trigona od ovale, di colore bruno rossastro.
Il periodo di fioritura va da aprile a luglio.

## Distribuzione e habitat
È una pianta diffusa in tutta l'area mediterranea, rinvenibile anche in Sudafrica, California e America del Sud.
È  molto comune in Italia, ove predilige le zone umide delle regioni costiere; talvolta è presente anche a quote più elevate.
Il suo habitat ideale è rappresentato dalle zone umide ad alto tasso di salinità, da cui tuttavia può diffondersi anche alle aree circostanti.